# Chironemus
Chironemus is een geslacht van straalvinnige vissen uit de familie van chironemiden (Chironemidae).

## Soorten
- Chironemus bicornis (Steindachner, 1898)
- Chironemus delfini (Porter, 1914)
- Chironemus georgianus Cuvier, 1829
- Chironemus marmoratus Günther, 1860
- Chironemus microlepis Waite, 1916
- Chironemus maculosus (Richardson, 1850)